# Chthonocephalus multiceps
Chthonocephalus multiceps là một loài thực vật có hoa trong họ Cúc. Loài này được J.H.Willis mô tả khoa học đầu tiên năm 1952.